# HDVS
Sony HDVS és una gamma d'equipament de vídeo d'alta definició desenvolupada en el 1980 per donar suport un primerenc sistema analògic d'alta definiciópensat per ser els sistemes de televisió d'emissió que serien en ús avui en dia. La línia va incloure càmeres de vídeo professional, monitors de vídeo i sistemes lineals d'edició de vídeo.

## Història
Sony Primer demostrat un wideband HDTV de vídeo analògic càmera de vídeo capaç, monitor i cinta de vídeo recorder (VTR) dins abril 1981 a una reunió internacional d'enginyers televisius en Algiers. La gamma d'HDVS va ser llançada dins abril 1984, amb l'HDC-100 càmera, HDV-1000 vídeo recorder, amb el seu HDT de company-1000 TBC/de processador, i HDS-1000 vídeo switcher tot treballant en el component de 1125 línies format de vídeo amb interlaced vídeo i un 5:3 proporció d'aspecte.
El VTR exploració helicoidal (HDV-100) de cinta magnètica va utilitzar una cinta de vídeo similar a 1" Tipus C per a la gravació analògica. Sony el 1988 va donar a conèixer una línia HDVS digital nova, incloent un VTR gravació digital de rodet a rodet (HDD-1000) que usava senyals digitals entre les màquines per al doblatge, però el I/O primari va mantenir senyals analògics. La unitat gran va ser allotjada en un transport de rodet a rodet d'1 polzada, i causa de l'alta velocitat de cinta necessària, tenia un límit d'1 hora per rodet.
Sony, propietària de Columbia Pictures / Tri-Star, començaria llargmetratges d'arxiu en aquest format, que requerien almenys dues bobines per pel·lícula.Hi va haver també un gravador de videocasset portàtil (HDV-10) per al sistema HDVS, utilitzant el format "UniHi" de la cinta de vídeo utilitzant 3/4" d'ample de cinta. La carcassa de transport aparença similar als magnetoscopis de Sony D1 / D2 Estndard Definició Digital VTRs, però gravava en HD analògic. La mida petita del casset va limitat el temps de gravació.

## Usos
La primera pel·lícula de drama rodada utilitzant la càmera de vídeo professional HDVS és Julia i Julia de la RAI (en italià: Giulia i Giulia) el 1987, I el primer programa de televisió HDTV va ser Chasing Rainbows de CBC, preses amb el sistema HDVS el 1988. Per a l'Invisible Touch Gènesi recorregut mostra a l'estadi de Wembley al juliol de 1987, es va utilitzar el sistema de Sony HDVS per gravar aquests programes i posteriorment llançat en VHS i LaserDisc el 1988 i el 2003 de DVD.
World War II: When Lions Roared (també conegut com "Quan hi havia Gegants") és una pel·lícula de 1994 de Televisió, Dirigida per Joseph Sargent, i aquesta protagonitzada per John Lithgow, Michael Caine i Bob Hoskins com els tres directors Líders aliats. Va ser la primera producció de vídeo que es produïa en el format 1125 de la línia d'Televisió d'Alta Definició (HDTV). Es va convertir en NTSC per a la seva difusió a els Unitats Estats.
La marca i el logotip HDVS encara és utilitzat per Sony en l'actualitat (com "HDVS digital", ja que la línia HDVS original d'equips des de 1984 va utilitzar el vídeo analògic de banda ampla per assolir les 1125 línies de resolució) en el seu corrent de càmeres d'alta definició format HDCAM digital com la Sony HDW-750 i HDW-F900.